# Xerez Club Deportivo
Lo Xerez Club Deportivo, meglio noto come Xerez CD e anche come Xerez, è una società calcistica spagnola della città di Jerez de la Frontera, in Andalusia. Milita in Segunda Federación, il quarto livello del calcio spagnolo professionistico.

## Storia
Il club fu fondato il 24 settembre del 1947 e approdò per la prima volta in Segunda División nella stagione 1953-1954.
Sotto la guida dell'allenatore tedesco Bernd Schuster, durante la stagione 2001-2002 va vicino alla promozione nella massima serie, ma (anche a causa delle precarie condizioni economiche della società) dissipa il vantaggio sulla quarta classificata ottenendo solamente 4 punti nella ultime 8 giornate di campionato. Il 19 maggio 2002 perde lo scontro diretto con il Recreativo Huelva per 2-1, rinunciando alle speranze di promozione.
Il 13 giugno 2009 ottiene la sua prima promozione nel massimo campionato spagnolo. La squadra allenata da Esteban Vigo vince brillantemente il campionato di Segunda División con 82 punti e un gioco frizzante, venendo così promossa insieme a Real Saragozza e Tenerife. La prima stagione nella massima serie si conclude però con una retrocessione all'ultima giornata, dovuta anche all'incerto inizio di stagione della squadra andalusa culminato con l'esonero del nuovo tecnico José Ángel Ziganda e la nomina a capo allenatore dell'argentino Néstor Gorosito.
Al termine della stagione 2012-13 retrocede nuovamente, scendendo in Segunda División B. Nel corso della stessa estate, a causa di irregolarità finanziarie, viene ulteriormente declassato in Tercera Division.
Nella stagione 2023-2024 disputa il campionato di Tercera Federacion arrivando primo ed ottenendo la promozione diretta in Secunda Federacion.

## Colori e simbolo
Casalinga Maglietta blu, pantaloncini bianchi e calzettoni bianchi

Trasferta Maglietta bianca, pantaloncini blu e calzettoni bianchi

Terza maglia Maglietta nero, pantaloncini e calzettoni neri

## Palmarès

### Competizioni nazionali
- Campionato di Tercera División: 5

1952-1953, 1959-1960, 1964-1965, 1966-1967, 1970-1971
- Campionato di Segunda División B: 2

1981-1982, 1985-1986
- Campionato di Segunda División: 1

2008-2009
- Tercera Federación: 1

2023-2024 (gruppo 10)

### Competizioni regionali
- Campionato Regional Preferente: 2

1947-1948, 1948-1949

### Altri piazzamenti
- Segunda División:

Secondo posto: 1935-1936 (gruppo III), 1942-1943 (gruppo II)
- Segunda División B:

Secondo posto: 1992-1993 (gruppo IV), 1996-1997 (gruppo IV)
Terzo posto: 1999-2000 (gruppo IV), 2000-2001 (gruppo IV)

## Rosa 2012-2013
| N. |                   | Ruolo | Calciatore    |
| -- | ----------------- | ----- | ------------- |
| 1  | Spagna (bandiera) | P     | Chema         |
| 2  | Spagna (bandiera) | D     | Manuel Ruz    |
| 3  | Spagna (bandiera) | D     | Jesús Mendoza |
| 4  | Spagna (bandiera) | D     | Álvaro Silva  |
| 5  | Spagna (bandiera) | C     | Rafael Barber |
| 6  | Spagna (bandiera) | C     | Bruno Herrero |
| 7  | Spagna (bandiera) | A     | Jesús Tato    |
| 8  | Spagna (bandiera) | C     | Lucas Porcar  |
| 9  | Spagna (bandiera) | A     | Iñigo         |
| 10 | Spagna (bandiera) | C     | Israel        |
| 11 | Spagna (bandiera) | C     | José Vega     |
| 12 | Spagna (bandiera) | C     | Rafa García   |
| 13 | Spagna (bandiera) | P     | Toni          |

| N. |                     | Ruolo | Calciatore           |
| -- | ------------------- | ----- | -------------------- |
| 14 | Spagna (bandiera)   | C     | Tati Maldonado       |
| 15 | Spagna (bandiera)   | D     | Manuel Redondo       |
| 16 | Spagna (bandiera)   | C     | Álvaro Rey           |
| 17 | Spagna (bandiera)   | C     | José Manuel Rueda    |
| 18 | Spagna (bandiera)   | D     | Iago Bouzón          |
| 19 | Spagna (bandiera)   | C     | Adri                 |
| 20 | Spagna (bandiera)   | D     | Raúl Cámara          |
| 21 | Spagna (bandiera)   | D     | David Prieto         |
| 22 | Spagna (bandiera)   | C     | Marquitos            |
| 23 | Spagna (bandiera)   | A     | José Mari            |
| 24 | Mali (bandiera)     | C     | Sidi Keita           |
| 99 | Bulgaria (bandiera) | A     | Georgi Tupowicharski |

## Rosa 2009-2010
| N. |                   | Ruolo | Calciatore      |
| -- | ----------------- | ----- | --------------- |
| 1  | Spagna (bandiera) | P     | Chema           |
| 2  | Spagna (bandiera) | D     | Juan Redondo    |
| 3  | Spagna (bandiera) | D     | Jesús Mendoza   |
| 4  | Spagna (bandiera) | D     | David Lombán    |
| 5  | Spagna (bandiera) | C     | Bruno           |
| 6  | Spagna (bandiera) | C     | Vicente Moreno  |
| 7  | Spagna (bandiera) | D     | Edu Moya        |
| 8  | Spagna (bandiera) | A     | Antoñito        |
| 9  | Spagna (bandiera) | A     | Mario Bermejo   |
| 10 | Spagna (bandiera) | C     | Israel Bascón   |
| 11 | Spagna (bandiera) | C     | José Vega       |
| 13 | Spagna (bandiera) | P     | Francisco Lledó |
| 14 | Spagna (bandiera) | C     | Óscar Díaz      |

| N. |                    | Ruolo | Calciatore           |
| -- | ------------------ | ----- | -------------------- |
| 15 | Spagna (bandiera)  | C     | Miguel Ángel Cordero |
| 16 | Spagna (bandiera)  | D     | Gerard Autet         |
| 17 | Spagna (bandiera)  | C     | Rafael Barber        |
| 18 | Spagna (bandiera)  | C     | Pablo Redondo        |
| 19 | Spagna (bandiera)  | C     | José Luis Capdevila  |
| 20 | Spagna (bandiera)  | C     | Héctor Font          |
| 21 | Spagna (bandiera)  | C     | Raúl Llorente        |
| 22 | Brasile (bandiera) | D     | Bruno Perone         |
| 23 | Spagna (bandiera)  | A     | José Mari            |
| 26 | Spagna (bandiera)  | C     | Adri                 |
| 27 | Spagna (bandiera)  | C     | Joaquí               |
| 30 | Spagna (bandiera)  | P     | Toni                 |

## Record e statistiche
- Stagioni in Primera División: 1
- Stagioni in Segunda División: 22
- Stagioni in Segunda División B: 17
- Stagioni in Tercera División: 21
- Stagioni in Regional Preferente: 2

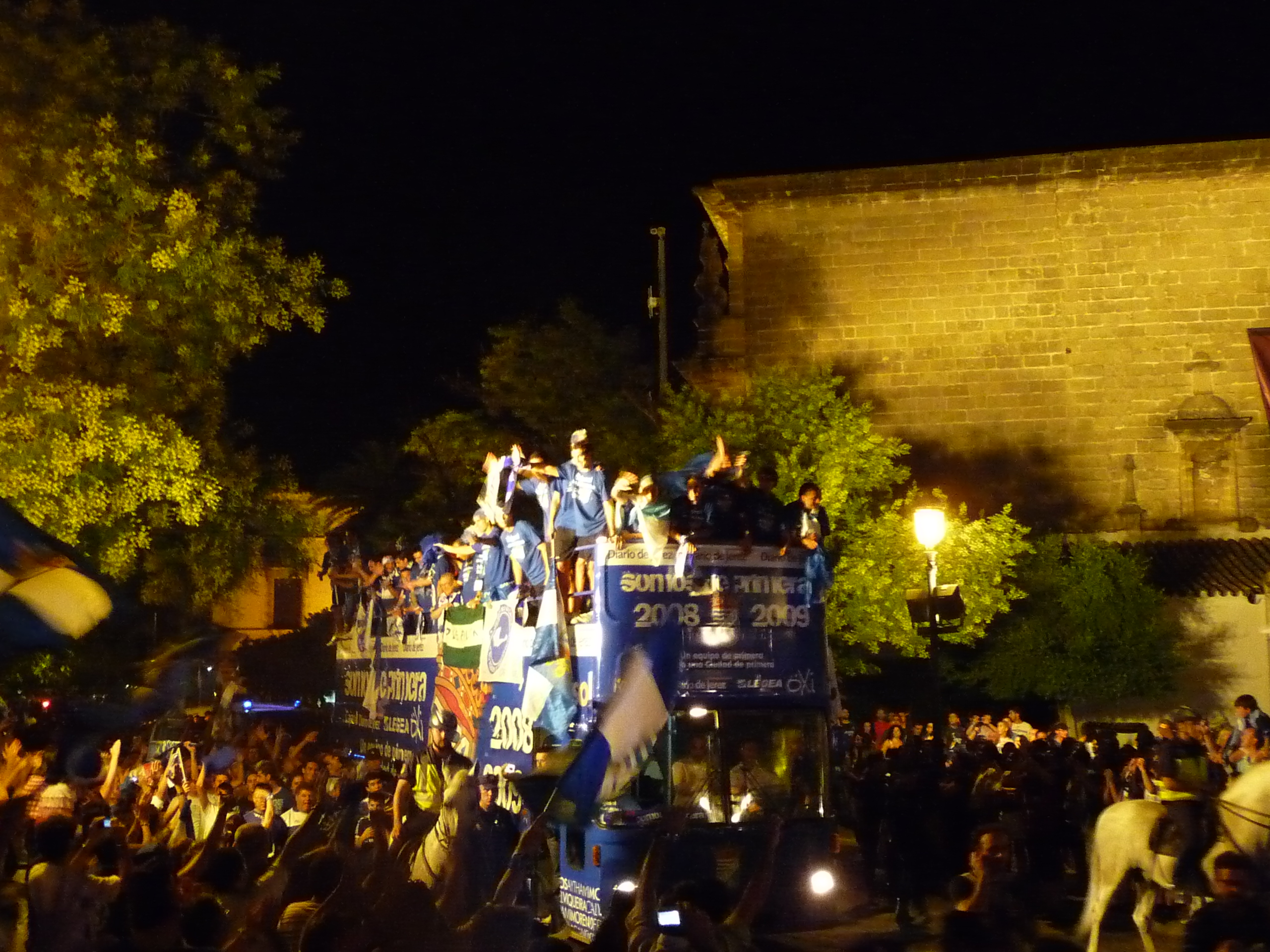
Festa per la promozione in Primera

- Miglior piazzamento in campionato: 1º posto (Segunda División 2008-2009)
- Peggior piazzamento in campionato: 21º posto (Segunda División 1997-1998)